# بازدارنده کربنیک آنهیدراز
بازدارنده‌های کربنیک آنهیدراز (انگلیسی: Carbonic anhydrase inhibitors) به گروهی از داروهای بازدارندهٔ فعالیت کربنیک آنهیدراز گفته می‌شود که استفاده‌های درمانی متفاوتی دارند. 
این داروها در درمان آب‌سیاه، ارتفاع‌زدگی، زخم معده و دوازدهه، پُرفشاری درون‌جمجمه‌ای با علت نامشخص، برخی اختلالات عصبی و پوکی استخوان کاربرد دارند و گروهی از آنان نیز ادرارآور هستند.
برخی از این داروها عبارتند از: استازولامید، متازولامید، دورزلامید، برینزولامید، دی‌کلرفنامید.
دو داروی ضد صرع توپیرامات و زونیساماید نیز بازدارندهٔ ضعیف کربنیک آنهیدراز هستند.

## موارد منع مصرف
- سیروز کبدی[۵]

## عوارض جانبی
- احتمال بروز اسیدوز متابولیک[۶]
- افزایش احتمال ایجاد سنگ کلیه